# Seznam slovenskih veslačev
Seznam slovenskih veslačev.

## A
- Mojca Adrinek
- Enio Agostini
- Maks Alič
- Roman Ambrožič
- Anton Ažman

## B
- Jadran Barut
- (Božo Benedik)
- Jože Berc
- Ludvik Berc
- Ciril Bizjak
- Aleksander (Sandi) Blažina
- Miran Blažina
- Andraž Borštnar Vasle
- Miran Bratuša

## C
- M. Cociani
- Alojz Colja
- Jure Cvet
- Žan Cvet

## Č
- Jaka Čas
- Igor Černe
- Tomaž Černe
- Franc Čop
- Iztok Čop

## D
- Jošt Dolničar

## E
- Janez Eržen

## F
- Mira Fatur
- Danijel Ferčej
- Gašper Fistravec

## G
- Vito Galičič
- Žiga Galičič
- Drago Gaspari
- Gregor Geršak
- Klemen Geršak
- Damjan Golja
- Robert Golob
- Aleksander Grbec
- Tine Grden
- Tomaž Guzelj

## H
- Andrej Hrabar
- Lea Hren
- Rajko Hrvat

## J
- Tina Jaklič
- Aleš Jalen
- Slavko Janjušević
- Miha Janša?
- Milan Janša
- Miloš Janša
- Tadej Japelj
- Jarkovič
- Majda Jerman
- Urban Jerman
- Janez Jurše
- Jernej Jurše

## K
- Blaž Kajdiž
- Grega Kavaš
- Denis Kekič
- Tinka Kersikla
- Boris Klavora
- Peter Klavora - trener
- Jani Klemenčič
- Lucijan Kleva
- Rok Kolander
- Nina Kostanjšek
- Tihi Kovačič
- Franc Kozelj
- Robert Krašovec
- Nik Krebs
- Andraž Krek

## L
- Tit Lagler
- Joža/-e/ Lovec

## M
- Jaka Malešič
- Matevž Malešič
- Marko Mandič (veslač)
- L. Marion
- J. Markovc
- Primož Markovec
- Jože Marolt
- Marin Medak
- Mia Medved
- Sašo Mirjanič
- Davor Mizerit
- Peter Mladinič
- Gašper Močnik
- Sadik Mujkič

## O
- Gašper Ostanek
- Anja Osterman

## P
- Karlo Pavlenč
- Matija Pavšič
- Grega Peskar
- Živa Petrin
- Filip Matej Pfeifer
- Janez Pintar
- Miha Pirih
- Tomaž Pirih
- Žiga Pirih
- Andrej Pistotnik
- Bine Pišlar
- Branko Pišlar
- Simon Polak
- J. Poljanec, A. Poljanec
- Rok Ponikvar
- Špela Ponomarenko Janić
- Adolf Potočar
- Jure Potočnik
- Pia Potočnik
- Matej Prelog
- Bojan Prešeren
- Tilen Pugelj
- Vid Pugelj

## R
- Igor Radin
- G. Ramani
- Miha Ramšak
- Borut Rebolj
- Matej Rigelnik
- Petja Rogelj
- Rok Rogelj
- Matej Rojec
- Igor Ronchi
- Jože Ropret ?
- Rok Rozman
- Živa Rus

## S
- B. Sandrin
- Peter Skalak
- Vekoslav Skalak
- Gorazd Slivnik
- Jernej Slivnik
- Stanko Slivnik
- Gregor Sračnjek
- Romina Stefancic
- G. Steffe

## Š
- Anja Šešum
- Sergio Škorja
- Miha Šlibar
- Jan Špik
- Luka Špik
- Špiler
- Romina Štefančič

## T
- Aldo Tarlao
- Sebastjan Toplak
- Mitja Trkov
- Erik Tul
- Zorko Tul (& Ivan, Armido, Anica Tul)

## U
- Urban Ulčar

## V
- Franjo Volavšek

## Z
- Zalokar
- A. Zupan
- Janez Zupanc
- Zver

## Ž
- Denis Žvegelj
- Gregor Žvegelj
- Isak Ivan Žvegelj